# Harald Seewann

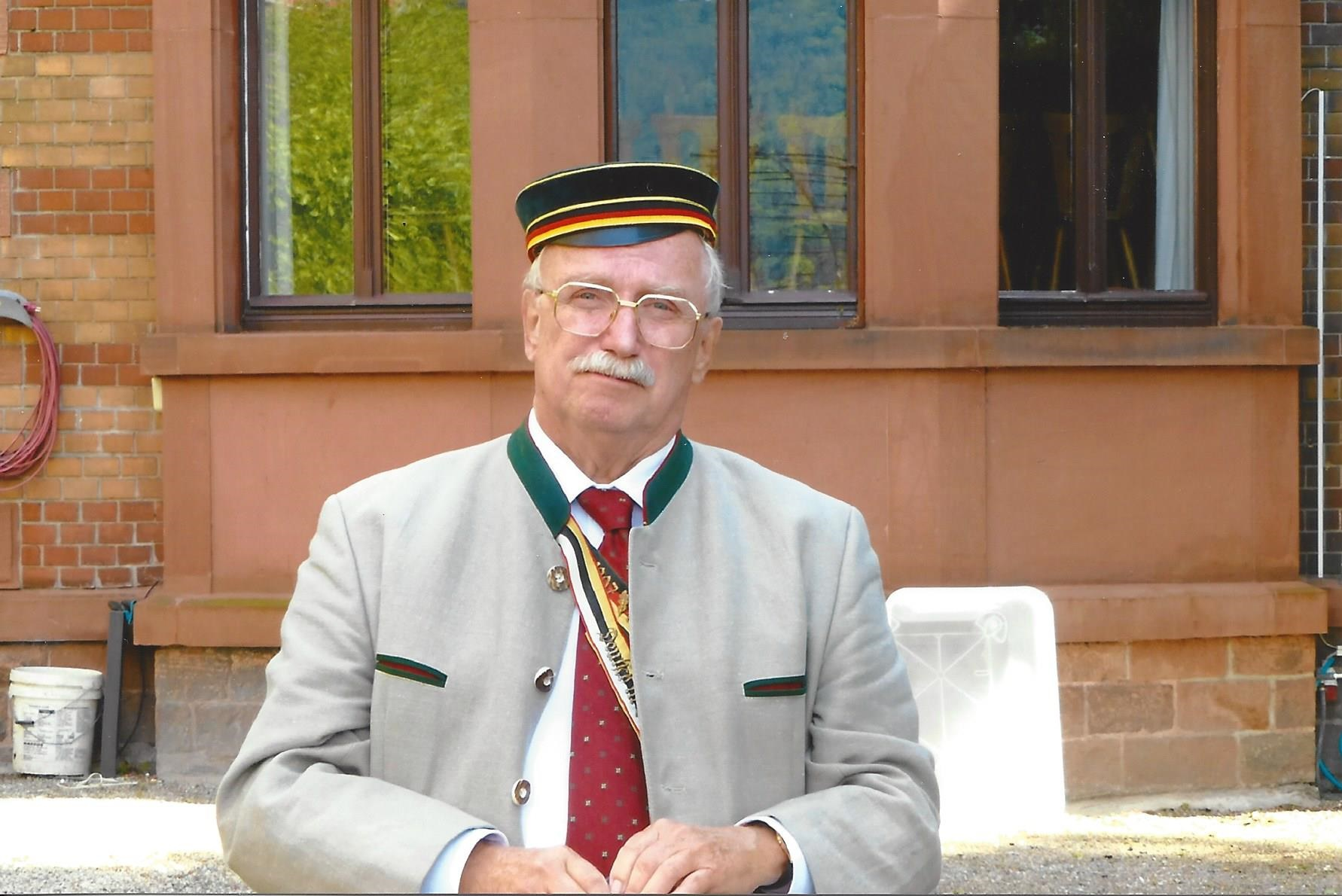
Harald Seewann mit Band und Mütze der Grazer akademischen Burschenschaft Marko-Germania.

Harald Seewann (* 20. November 1944 in Graz; † 19. Oktober 2023 ebenda) war ein österreichischer Studentenhistoriker. Durch Jahrzehnte widmete er sich der Geschichte der Grazer Korporationen und der jüdischen Studentenverbindungen in Österreich.

## Leben
Nach der Matura am Realgymnasium Graz studierte Seewann an der Ludwig-Maximilians-Universität München Betriebswirtschaft. Er kehrte 1965 nach Graz zurück und durchlief eine Journalistenausbildung. Er war als Verlagskaufmann bei der Kleinen Zeitung des Katholischen Preßvereins der Diözese Graz-Seckau und nebenbei als freier Journalist tätig. Seit 1964 Mitglied der Grazer akademischen Burschenschaft Marko-Germania (i. d. ArGe Grazer B!B!), widmete er sich seit 1977 der österreichischen Studentengeschichte. Er gehörte 1979 zu den Gründern des Steirischen Studentenhistoriker-Vereins und war Mitglied zahlreicher studentengeschichtlicher Vereine. Er gründete 1995 das Archiv Historia Academica Judaica und war Herausgeber des gleichnamigen Periodikums. Im Mittelpunkt steht das (frühere) jüdisch-nationale Korporationsstudententum.

## Ehrungen
- Alter Herr h. c. der pennalen Burschenschaft Saxo-Libertas Czernowitz
- Ehrenmitglied der Akademischen Tafelrunde Weststeiermark zu Deutschlandsberg
- Ehrenmitglied des IGUL – Ring der Altherrenverbände zionistisch-akademischer Verbindungen (als einziger Nichtjude)
- Ehrenmitglied des Steirischen Studentenhistoriker-Vereins (2021)[3]
- Professor (Berufstitel) (2007)
- Bürger der Stadt Graz (2016)

## Publikationen

### Schriftenreihe des Steirischen Studentenhistoriker-Vereins
- Studentische Umtriebe in Graz in den Jahren 1819–1821 und ihre behördliche Verfolgung. Ein Beitrag zur Geschichte der frühburschenschaftlichen Bewegung in Graz. Graz 1981, 96 Seiten. GoogleBooks
- Die „Freya“ und das Verbrüderungsfest von 1849. Ein Beitrag zur Grazer Studentengeschichte. Graz 1982, 54 Seiten, 2 Abbildungen (davon 1 Faksimile). GoogleBooks
- Für Licht und Wahrheit. Daten, Fakten und Unterlagen zur Chronik der Grazer Akademischen Legion 1848. Graz 1983, 156 Seiten, 3 Abbildungen.
- Der deutsche Student im Jahr der Volkserhebung 1813. Aula (Graz), Nr. X.1983, 159 Seiten, 5 Abbildungen.
- mit Th. Weichmann: Die Jüdisch-Akademische Verbindung Charitas Graz 1897–1938. Ein Beitrag zur Geschichte des Zionismus auf Grazer Boden. 1986, 106 Seiten, 12 Abbildungen (Faksimilia).
- Die JAV Charitas Graz 1897–1938 (mit einer Auswahl von Beiträgen zur Geschichte und zur Selbstdarstellung des bis zum Jahre 1938 bestandenen jüdisch-nationalen Waffenstudententums in Österreich). 1987, 54 Seiten, 32 Abbildungen (davon 7 Faksimilia).
- Die baltischen studentischen Zusammenschlüsse in Graz. Eine Dokumentation. 1988, 42 Seiten, 11 Abbildungen (davon 9 Faksimilia).
- Die Korporationen an den Höheren technisch-gewerblichen, landwirtschaftlichen und forstlichen Lehranstalten in Österreich. Ein Beitrag zur Geschichte des Korporationswesens an Höheren berufsbildenden Fachschulen. Graz 1989, 148 Seiten, 97 Abbildungen (davon 18 Faksimilia, 5 Zirkeltafeln).
- Hochschulpolitik in Graz in den Jahren 1919 bis 1938 und das nationale Korporationsstudententum. Eine Quellensammlung. 1999, 96 Seiten, 9 Abbildungen, 31 Faksimilia.
- mit R. Reimann: 25 Jahre StStV. Der Steirische Studentenhistoriker-Verein 1979/80–2005. 2005, 60 Seiten, 11 Abbildungen, 8 Faksimilia.
- mit Th. Weichmann (Hrsg.): Karl Hugelmann: Geschichte der Akademischen Verbindung „Orion“ Graz 1864–1875. Graz 2009, 110 Seiten, 22 Abbildungen. GoogleBooks
- Das frühe Mensurwesen in (Alt-)Österreich (1860–1880) und das „konservative Prinzip“ – eine Quellensammlung. Graz 2011, 180 Seiten, 39 Abbildungen.

### Einst und Jetzt
- Ergänzung zum Beitrag „Das war der Herr von Rodenstein“. Bd. 22 (1977), S. 273.
- Dem Andenken des Studentenhistorikers Dr. Oskar Scheuer. Bd. 33 (1988), S. 239–242.
- Teutonia Dorpat/Tübingen – eine Verbindung deutscher studierender Kolonistensöhne aus Rußland (1908–1933). Bd. 34 (1989), S. 197–203.
- „Mit Wort und Wehr für Judas Ehr!“ Jüdisch-nationale Studentenverbindungen als Wegbereiter des Zionismus auf akademischem Boden in Österreich. Bd. 38 (1993), S. 207–215.
- Max Aub – Spurensuche nach einem Münchner 1848er. Ein Fallbeispiel incorporierter jüdischer Emanzipation. Bd. 39 (1994), S. 155–162.
- Die pennale Burschenschaft Quercus in Freistadt/Oberösterreich (1880–1884). Ein Beitrag zur Geschichte des österreichischen pennalen Korporationsstudententums. Bd. 39 (1994), S. 269–280.
- „Dem Freunde Freund!“ Ein Göttinger Stammbuchblatt aus dem Jahre 1825. 39 (1994), S. 285–292.
- Das „Waidhofener Prinzip“. Die versuchte Ehrabsprechung Juden gegenüber als Manifestation von studentischem Antisemitismus an österreichischen Hochschulen im Jahre 1896. Bd. 40 (1995), S. 149–190.
- Das nationale Selbstverständnis der studentischen Korporationen in Polen 1921–1928. Ein Beitrag zur Geschichte nichtdeutschen Farbenstudententums. Bd. 41 (1996), S. 135–154.
- Tübinger SC-Bierkommission vom Sommersemester 1888. Bd. 42 (1997), S. 157–158.
- Burschentum in St. Petersburg und Moskau. Eine Übersicht über die ehedem in diesen Städten gegründeten Korporationen. Bd. 43 (1998), S. 157–178.
- Der Akademische Verein „Nord-Club“ an der Bergakademie Freiberg/Sa. 1902 bis 1935. Bd. 43 (1998), S. 251–260.
- Theodor Herzl. Vom Burschenschafter zum Vater des Judenstaats. Bd. 45 (2000), S. 121–138.
- Korporatives im Leben des Nobelpreisträgers Otto Loewi [Burschenschaft Germania Straßburg]. Bd. 49 (2004), S. 251–263.
- Für Volkes Ehr und Wohl. Die jüdisch-nationale akademische Verbindung Hasmonaea Czernowitz (1891–1940) und der Kampf um die Anerkennung der jüdischen Nationalität. Bd. 61 (2006), S. 163–198.
- Licaria München (1895–1933). Eine Verbindung deutscher Studenten jüdischen Glaubens im waffenstudentischen Spannungsfeld. Bd. 52 (2007), S. 177–221.
- Jüdisches Burschentum im Baltikum. Der Couleurcomment der Verbindung jüdischer Studenten Hasmonaea Dorpat. Bd. 61 (2016), S. 103–114.

### Historia Academica Judaica
- Folge 1: Zirkel und Zionsstern. Bilder aus der versunkenen Welt des jüdisch-nationalen Korporationsstudententums. Ein Beitrag zur Geschichte des Zionismus auf akademischem Boden. Graz 1990, 283 Seiten.
- Folge 2: Zirkel und Zionsstern. …. Graz 1990, 372 Seiten.
- Folge 3: Zirkel und Zionsstern. …. Graz 1992, 418 Seiten.
- Folge 4: Zirkel und Zionsstern. …. Graz 1994, 651 Seiten.
- Folge 5: Zirkel und Zionsstern. …. Graz 1996, 654 Seiten.
- Folge 6: Theodor Herzl und die akademische Jugend. Eine Quellensammlung über die Bezüge Herzls zum Korporationsstudententum. Graz 1998, 223 Seiten.
- Folge 7: JAV Charitas Graz 1897–1938. Die Geschichte einer jüdischen Studentenverbindung in Worten, Bildern und Dokumenten. Graz 2001, 319 Seiten. GoogleBooks
- Folge 8: Erloschenes Burschentum in der Bukowina. Streiflichter auf das Leben und Wirken der jüdisch-nationalen akademischen Verbindung Hebronia Czernowitz (1900–1936). Graz 2016, 92 Seiten Text, 23 Seiten Anhang.
- Folge 9: Korporatives Leben der Czernowitzer jüdisch-akademischen Verbindungen Hasmonaea, Hebronia und Zephira in den Jahren 1897–1914 im Spiegel der Presse. Graz 2016, 133 Seiten.
- Folge 10: A.V. Kadimah. Fundstücke zur Chronik der ältesten jüdisch-nationalen Studentenverbindung (Wien 1882–1938), Bd. 1. Eine Dokumentation, 488 Seiten. Graz 2017.[4]
- A.V. Kadimah. Fundstücke zur Chronik der ältesten jüdisch-nationalen Studentenverbindung (Wien 1882–1938), Bd. 2. Eine Dokumentation, 767 Seiten. Graz 2022.

### Sonstiges
- Der Richard-Wagner-Trauerkommers. Wien, 5. März 1883. Eine Dokumentation (134 Seiten). Graz 2016.
- Die Beschlussfassung des „Waidhofener Prinzips“ von 1896. Eine Dokumentation (189 Seiten). Graz 2017.
- Bewegte Jahre. Studentische Auseinandersetzungen an der Wiener Universität in der Zeit des ausgehenden 19. Jahrhunderts bis zum Jahre 1925. Eine Dokumentation (261 Seiten). Graz 2018.[4]
- „Allzeit voran!“ Streiflichter auf die Geschichte der Akademischen Verbindung Libanonia Wien (1894–1938). Eine Dokumentation. Graz 2019.
- „Freundschaft, Freiheit, Ehre!“ Die Burschenschaft Budovisia im B.C. zu Wien (1894–1938). Ein Beitrag zur Geschichte des deutsch-freiheitlichen Verbindungswesens in Wien, 569 Seiten (mit Abbildungen und Faksimiles). 2019.
- Das Corps Cimbria Wien. Materialien zur Geschichte eines altösterreichischen Corps (1870–1899). Graz 2020.
- Student – Offizier – k.u.k. Diplomat. Vom Corpsstudenten zum Diplomaten – Stationen im außergewöhnlichen Lebensweg des Fürsten Raoul Wrede. Eine Dokumentation. Graz 2021.
- Zwei namens Freud in der A.V. Kadimah Wien (AKSt)
- Die Denkschriften des Senioren-Conventes der jüdisch-akademischen Verbindungen Wiens von 1919 und des Ringes der Alt-Herren-Verbände der zionistischen Verbindungen von 1930. Ein Beitrag zur verwehrten Gleichberechtigung jüdisch-nationaler Korporationen an österreichischen Hochschulen. Graz 2021.